# Blennioclinus brachycephalus
Blennioclinus brachycephalus är en fiskart som först beskrevs av Valenciennes, 1836.  Blennioclinus brachycephalus ingår i släktet Blennioclinus och familjen Clinidae. Inga underarter finns listade.